# The Winery Dogs (Album)
The Winery Dogs ist das 2013 veröffentlichte Debütalbum der US-amerikanischen Hard-Rock-Band The Winery Dogs.

## Hintergrund
Nachdem Mike Portnoy und Billy Sheehan den ursprünglichen Mitgründer ihrer bis dahin noch namenlosen Band, John Sykes, wegen dessen Desinteresse an einer Aufnahme der bis dahin gemeinsam geschriebenen Lieder durch den Gitarristen Richie Kotzen ersetzt hatten, entstanden im Verlauf des Jahres 2012 zahlreiche neue Songs des Trios. Deren Qualität war so gut, dass die Band auf die mit Sykes entstandenen Titel vollständig verzichtete und stattdessen das neu entstandene Material zwischen August und Dezember 2012 aufnahm. Lediglich zwei Titel, nämlich Damaged und Regret, befanden sich bereits in Kotzens Fundus und wurden von ihm eingebracht. Das dadurch entstandene Album wurde nach der Band benannt und in Europa am 23. Juli 2013 veröffentlicht.

## Titelliste
1. 5:02 Elevate (Richie Kotzen, Mike Portnoy, Billy Sheehan)
2. 3:41 Desire (Richie Kotzen, Mike Portnoy, Billy Sheehan)
3. 4:32 We Are One (Richie Kotzen, Mike Portnoy, Billy Sheehan)
4. 4:04 I'm No Angel (Richie Kotzen, Mike Portnoy, Billy Sheehan)
5. 5:41 The Other Side (Richie Kotzen, Mike Portnoy, Billy Sheehan)
6. 5:13 You Saved Me (Richie Kotzen, Mike Portnoy, Billy Sheehan)
7. 5:05 Not Hopeless (Richie Kotzen, Mike Portnoy, Billy Sheehan)
8. 3:36 One More Time (Richie Kotzen, Mike Portnoy, Billy Sheehan)
9. 3:29 Damaged (Richie Kotzen)
10. 4:13 Six Feet Deeper (Richie Kotzen, Mike Portnoy, Billy Sheehan)
11. 4:45 Time Machine (Richie Kotzen, Mike Portnoy, Billy Sheehan)
12. 6:07 The Dying (Richie Kotzen, Mike Portnoy, Billy Sheehan)
13. 4:50 Regret (Richie Kotzen)

Auf der japanischen Edition des Albums wurde der Song Time Machine durch den Song Criminal (Spielzeit 5:08) ersetzt. Live spielte die Band beide Songs.